# 伊藤高史 (和菓子職人)
伊藤 高史（いとう たかし、1967年3月4日 - ）は、日本の和菓子職人、実業家。名古屋市中村区にある和菓子店「小ざくらや一清」四代目代表取締役。2012年より代表を務める。名古屋ユマニテク調理製菓専門学校非常勤講師。

## 経歴
愛知県名古屋市出身。日本福祉大学卒業。1989年より和菓子職人として活動を始め、店舗経営と並行し菓子製造の教育活動も行っている。

## その他
名古屋市の他、百貨店等にて商品販売を展開している。テレビ番組で和菓子が紹介されたことがある。